# Chézy
Chézy – miejscowość i gmina we Francji, w regionie Owernia-Rodan-Alpy, w departamencie Allier.

## Demografia
Według danych na rok 1990 gminę zamieszkiwały 244 osoby, a gęstość zaludnienia wynosiła 7 osób/km². W styczniu 2015 r. Chézy zamieszkiwało 214 osób, przy gęstości zaludnienia wynoszącej 6,1 osób/km².